# Hyposidra khasiana
Hyposidra khasiana là một loài bướm đêm trong họ Geometridae.